# Leo Anderle
Leo (též Leonhard) Anderle (24. května 1913 Nosálovice – od 10. prosince 1942 nezvěstný) byl pilot 311. československé bombardovací perutě RAF. V rámci bombardovacích sil RAF (Bomber Command) vykonal nejvíce bojových akcí ze všech československých pilotů podřízených tomuto velitelství.

## Život
Vyučil se automechanikem. Absolvoval Vojenské letecké učiliště v Prostějově. Před válkou končil s hodností četaře. Po okupaci uprchl do Polska a odtud se dostal do Francie. Zapsal se do Cizinecké legie a byl transportován do severní Afriky. Do bojových akcí se zde vzhledem ke kapitulaci Francie nestihl zapojit. Přes Gibraltar se se dostal 13. července 1940 do anglického Liverpoolu. Ve Velké Británii byl přijat do Britského královského letectva a stal se jedním z prvních příslušníků nově formované 311. perutě RAF. V rámci této perutě provedl 27 bombardovacích akcí, z toho ve 25 ve funkci kapitána letounu.
V září 1941 byl přidělen do 138. perutě RAF pro zvláštní úkoly. Prováděl zde tajné lety nad nacisty okupovanou Evropou, kde shazoval parašutisty a diverzanty. Vykonal zde 28 bojových letů. Byl velitelem československé osádky letounu Halifax Mk.II, který 24. října 1942 nedaleko Kopidlna u Rožďalovic vysadil skupinu Antimony. Letoun pokračoval na Pardubice, kde bombardoval a ostřeloval z kulometů tamní letiště, aby zakryl skutečný účel své mise. Při náletu provedeném ve velmi nízké výšce byl lehce poškozen protileteckou obranou, ale byl schopen vrátit se na základnu. Celková délka letu činila 3 250 km za 10 hodin a 49 minut. Šlo o jediný útok československých letců v RAF na cíl na československém území během celé války.
V prosinci 1942 byl s vybranými muži vyslán do severní Afriky, aby zde posílili dopravní letectvo. Let se uskutečnil 10. prosince, jeho letoun spolu s dalšími šestnácti muži do cílové destinace nedorazil, pravděpodobně byl sestřelen německými stíhači poblíž Malty.
| „                                                    | … Anderle byl šikula. Po jeho smrti se nám přihlásilo šest jeho vdov s nároky na odškodné… | “ |
| — Anderleho velitel W/Cdr Ronald C. Hockey, DSO, DFC |                                                                                            |   |

## Pocty a vyznamenání
Leo Anderle byl nositelem řady československých, britských a vysokých francouzských vyznamenání.
Roku 1947 byl povýšen na kapitána in memoriam.
Roku 1991 byl povýšen na plukovníka in memoriam.
Jeho jméno nese pomník Obětem 2. světové války v Praze-Bubenči.
Na hrobě jeho rodičů ve Vyškově mu byl obnoven a 6. října 2016 slavnostně odhalen symbolický hrob. Je připomenut také na válečném hřbitově v El Alamejnu. Symbolický náhrobek má také na hřbitově v Ledcích u Kladna.
Po Anderlem je pojmenována ulice v Praze a ve Vyškově.
Je čestným občanem města Vyškov od roku 2005.

### Vyznamenání
- Řád čestné legie (V. třída – rytíř)
- Československý válečný kříž 1939 (čtyřnásobný nositel; poprvé 16.4.1941, podruhé 21.6.1941, potřetí 5.5.1942, počtvrté 19.12.1942)
- Československá medaile Za chrabrost před nepřítelem (dvojnásobný nositel; poprvé 28.10.1940, podruhé 16.2.1942)
- Československá vojenská medaile za zásluhy, I. stupeň (in memoriam)
- Pamětní medaile československé armády v zahraničí se štítky Francie a Velká Británie (in memoriam)
- Válečný kříž 1939–1945 se dvěma palmami a stříbrnou hvězdou
- Záslužný letecký kříž (DFC, udělen 5.9.1942)
- Válečná medaile 1939–1945 (in memoriam)